# A6 (Frankrike)

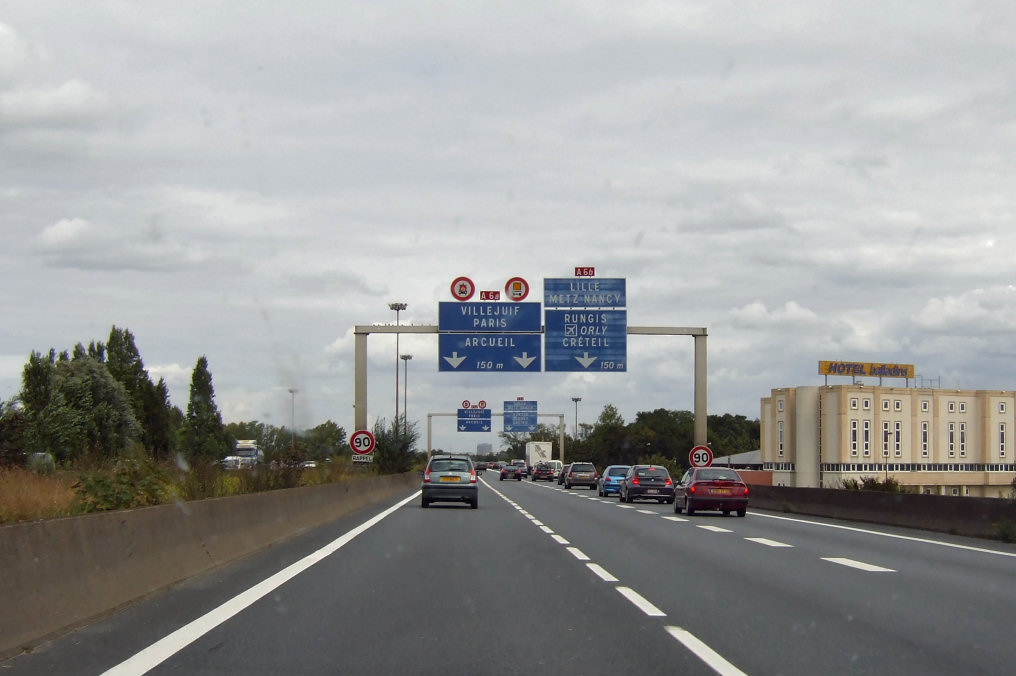
A6 vid Paris.

A6 är en 450 kilometer lång motorväg som går mellan Paris och Lyon. Den kallas för Autoroute du soleil (Solens motorväg) då den tillsammans med A7 går ner till Marseille och stränderna vid Medelhavet. Vägen drivs genom koncession från den franska staten av SAPRR som tar upp vägtullar för detta ändamål.
Vägen tar sin början i närheten av Wissous söder om Paris där A6a och A6b går samman. Den passerar sedan Auxerre, Beaune, Chalon-sur-Saône och Mâcon innan den når fram till Lyon vid Anse. Vägen fortsätter sedan inne i staden till tunneln under Fourvière där den byter namn till A7. Vägen är trefilig i varje riktning förutom på sträckan mellan Auxerre och Beaune där den endast har två filer i varje riktning.

Vägen öppnades i tre etapper:

1963: Auxerre syd - Nitry (25 km)

1968: Avallon - Anse (224 km)

1970: Övriga sträckor och öppnande av hela motorvägen (450 km)